# Paullinia ferruginea
Paullinia ferruginea är en kinesträdsväxtart som beskrevs av Giovanni Casaretto. Paullinia ferruginea ingår i släktet Paullinia och familjen kinesträdsväxter. Inga underarter finns listade i Catalogue of Life.